# Omar Er Rafik
Omar Er Rafik (Val-de-Meuse, 7 gennaio 1986) è un ex calciatore francese naturalizzato marocchino, di ruolo centrocampista.

## Carriera
In carriera ha giocato 23 partite di qualificazione alle coppe europee, di cui 1 per la Champions League con il F91 Dudelange, e 22 per l'Europa League con il Differdange 03.

## Palmarès

### Club

#### Competizioni nazionali
- Campionato lussemburghese: 1

F91 Dudelange: 2017-2018
- Coppa del Lussemburgo: 1

Differdange 03: 2003-2004